# Alonso Francisco de Zúñiga y Sotomayor
Alonso Francisco de Sotomayor y Portugal, luego Alonso Francisco de Zúñiga y Sotomayor o Alonso Francisco de Zúñiga Sotomayor y Portugal (ca. 1498-Belalcázar, 4 de noviembre de 1544), IV conde de Belalcázar, VI vizconde de la Puebla de Alcocer y VI señor de las cinco villas de la Puebla e Errera, miembro del Consejo de Hacienda del emperador Carlos V.

## Filiación
Hijo de Alonso de Sotomayor y Enríquez, III conde de Belalcázar, V vizconde de la Puebla de Alcocer y V señor de las cinco villas de la Puebla e Errera, y de su esposa Isabel Filipa de Portugal. Alonso Francisco llevaba el apellido de Zúñiga de su bisabuela Elvira de Zúñiga y Manrique de Lara, hija de Álvaro de Zúñiga y Guzmán, I duque de Béjar, I duque de Plasencia y I conde de Bañares, y de su esposa Leonor Manrique de Lara.
Alonso Francisco se casó en 1518 con su prima Teresa de Zúñiga y Manrique de Castro, heredera de los estados y títulos de su tío Álvaro II de Zúñiga y Guzmán, y fue III duquesa de Béjar, III duquesa de Plasencia, dos veces grande de España, II marquesa de Gibraleón y IV condesa de Bañares, hija de Francisco de Zúñiga y Guzmán, I marqués de Ayamonte y de su esposa Leonor Manrique de Lara y Castro, hija de Pedro Manrique de Lara, I duque de Nájera, y de su esposa Guiomar de Castro. Las capitulaciones matrimoniales fueron otorgadas con consentimiento de la reina de Castilla Juana I y de su hijo Carlos el 21 de octubre de 1518.
Alonso Francisco y Teresa continuaron por segunda varonía la primogenitura de la casa de los duques de Béjar y duques de Plasencia. Tuvieron varios hijos, su primogénito Manuel, III marqués de Gibraleón, falleció sin haber tomado estado y tener sucesión, su segundogénito Alonso, IV marqués de Gibraleón, tampoco tuvo sucesión, por lo que su hijo tercero, Francisco vino a heredarlos y fue IV duque de Béjar y Plasencia, etc., Antonio, III marqués de Ayamonte, Álvaro, I marqués de Villamanrique, virrey de México, Diego Luis, licenciado, presbítero, rector de la Universidad de Salamanca, Manrique y Pedro no tuvieron sucesión y Leonor, casada con Juan Carlos de Guzmán y Aragón, IX conde de Niebla.

## Primeros años en el estado señorial del condado de Belalcázar
El condado de Belalcázar es considerado como un ejemplo de estado señorial en la Baja Edad Media a fines del siglo XV. Los señoríos de las villas de Gahete (que después cambió su nombre por el de Belalcázar), Hinojosa y de Puebla de Alcocer, que el rey Juan II de Castilla le dio en 1444 y 1445 al maestre de la Orden de Alcántara, Gutierre de Sotomayor, 3.er abuelo de Alonso Francisco, formaron el condado de Belalcázar y el vizcondado de Puebla de Alcocer, que son 2 áreas próximas de la antigua provincia de Badajoz. El señorío disponía de una organización bien desarrollada, realizada por los condes de Belalcázar. Sus organizaciones administrativa, militar, judicial y fiscal demuestran un conocimiento competente y avanzado. Alonso Francisco creció en este propicio ambiente, que fue su mejor escuela y que le proporcionó los conocimientos de la administración y economía, que más tarde el emperador Carlos V supo valorar al hacerle miembro de su Consejo de Hacienda.

## Al servicio del Emperador Carlos V
Alonso Francisco participó en el cortejo que llevó en el verano de 1524 a la Infanta Catalina, hermana menor del emperador Carlos V, para la boda con el rey Juan II de Portugal, a la frontera portuguesa en Badajoz. El cortejo lo presidía el II duque de Béjar y Plasencia Álvaro II de Zúñiga y Guzmán y fray Diego López Toledo, comendador de Herrera.

### Participación en la guerra contra el turco en el sitio de Viena
Alonso Francisco partió en julio de 1532 en dirección a Viena para ayudar al emperador Carlos V con un gran empréstito (el duque de Béjar prestaba al emperador Carlos V la inmensa suma de 160.000 Ducados, mientras que el duque de Alba y la duquesa de Medina Sidonia sólo aportaban 50.000 Ducados cada uno) y con su gente de guerra librar Viena sitiada por los turcos, mandados por el Sultán Solimán II "el Magnífico". La emperatriz, Isabel, informa al emperador Carlos V en su carta del 21 de julio de 1532 sobre la salida del duque de Béjar para Viena.

### Miembro del Consejo de Hacienda del Emperador Carlos V
Fue miembro del Consejo de Hacienda, creado en 1525 por el emperador del Sacro Imperio Romano Carlos V, desde antes de 1538. Tomó parte en las Cortes generales celebradas en Toledo, que comenzaron el 15 de octubre de 1538, dónde la nobleza reprueba la política exterior del emperador Carlos V por los enormes gastos que ésta ocasionaba y que el emperador para cubrirlos quería imponer el impuesto de la sisa a la nobleza. El duque de Béjar propone la disminución de los intereses y de algunos nuevos derechos de aduana y no acepta el impuesto de la sisa.
Por real provisión de 1 de marzo de 1543 Carlos I, concede licencia a Alonso Francisco, III duque consorte de Béjar y V conde de Belalcázar y a sus descendientes para que pudieran usar el apellido de Zúñiga y Sotomayor y las armas del ducado de Béjar y del condado de Belalcázar.
Antonio de Zúñiga y Sotomayor, hijo de Francisco, tomó parte en la comitiva que acompañó a los novios, al príncipe, el futuro rey Felipe II, y a la princesa María de Portugal, su prima hermana, en el viaje que hicieron de Sevilla el 5 de octubre de 1543 a Salamanca. La comitiva con los novios fue recibida en Salamanca por el duque de Alba el 12 de noviembre de 1543. En la ceremonia matrimonial, que tuvo lugar al día siguiente, celebrada por el arzobispo de Toledo, estuvieron presentes Alonso Francisco, duque de Béjar y Plasencia y Juan de Zúñiga Avellaneda y Velasco, tutor del príncipe Felipe, ambos padrinos de las bodas del príncipe Felipe, con la princesa María de Portugal, también asistieron a la ceremonia el duque de Medina Sidonia, el duque de Alba y el duque de Gandía, así como el arzobispo de Lisboa, y los obispos de Cartagena y Burgos. La ceremonia se realizó sin presencia de los parientes de los novios, estando ausente el emperador Carlos V en Alemania y fallecida cuatro años atrás la emperatriz Isabel.

## Vida señorial, mecenazgos
El escritor Feliciano de Silva le dedica en 1534 su obra "Segunda Comedia de Celestina", Francisco de Osuna le dedica en 1535 su obra "Expositiones super missus est alter liber", Juan Luis Vives le dedica en 1538 su obra "De anima et vita".
Compra en julio de 1537 minas de oro y plata en Capilla, Badajoz, que el emperador Carlos V había cedido en 1530 a su secretario Francisco de los Cobos y a Juan de Vozmediano.
Por breve de 7 de mayo de 1544 el papa Paulo III le concede el patronato del Convento de San Francisco de Béjar, Salamanca.
Alonso Francisco otorgó testamento el 6 de septiembre de 1544 y falleció el 4 de noviembre de 1544 en Belalcázar.
Su esposa la duquesa Teresa presenta denuncia, testimoniada el 9 de octubre de 1539 por Pedro de Chillas, escribano y notario público del rey, contra ciertas ventas que su marido Alonso Francisco, IV conde de Belalcázar, había hecho de ciertos bienes del mayorazgo de la casa de Béjar, con licencia de la duquesa, pero contra su voluntad. La duquesa presenta protesta el 6 de noviembre de 1544, testimoniada por el escribano Juan Moreno, ante la Justicia Mayor de Belalcázar, al testamento de su difunto marido por tener cláusulas en contra de su casa y mayorazgo. Su hijo Alonso de Zúñiga y Sotomayor, IV marqués de Gibraleón, primogénito heredero de Alonso Francisco, IV conde de Belalcázar, renuncia por escrituras de 12 y 14 de noviembre de 1544, de los bienes libres que le dejó su padre, reservándose el derecho a la sucesión del estado, casa y mayorazgo de Belalcázar. Por escritura de 15 de noviembre de 1544 renuncian Alonso de Zúñiga y Sotomayor, IV marqués de Gibraleón, y su madre Teresa de Zúñiga, III duquesa de Béjar, como curadora de sus otros hijos menores de edad, de los bienes libres que quedaron por la muerte de Alonso Francisco, IV conde de Belalcázar
La duquesa Teresa por escritura de 6 de noviembre de 1544 solicita la anulación de diversos contratos, obligaciones y ventas otorgadas por ella contra su voluntad y obligada por su difunto marido Alonso Francisco, IV conde de Belalcázar, y por escritura de 1 de diciembre de 1544 declara que firmó contratos, obligaciones y compraventas en contra su voluntad, bajo coacción y amenazas de su difunto marido. El nuncio del papa Pablo III, excomunica por carta de 3 de diciembre de 1544, a petición de los albaceas testamentarios de Francisco de Zúñiga y Sotomayor,I V conde de Belalcázar, contra las personas que han robado y ocupado bienes muebles, inmuebles y semovientes pertenecientes al condado de Belalcázar.
Diligencias de 17 de mayo de 1546 hechas por el Consejo Real en referencia a las demandas presentadas por la III duquesa de Béjar. Contiene las denuncias hechas por la duquesa Teresa de 9 de octubre y 13 de noviembre de 1539. Documentación de enero de 1549 a noviembre de 1552 relativa a la testamentaría de Alonso Francisco de Zúñiga Sotomayor, V conde de Belalcázar, que contiene cartas de pago y finiquito, liquidación de cuentas, recibos, transacciones, inventario de bienes y deudas. Provisión real de 17 de abril de 1549 de Carlos I ordenando la exención de las sentencias que los jueces árbitros habían dictado para que la III duquesa de Béjar, Teresa de Zúñiga, restituyese ciertos bienes para el cumplimiento de las disposiciones testamentarias que había dejado su marido Alonso Francisco de Zúñiga y Sotomayor, V conde de Belalcázar.
Su esposa, la duquesa Teresa falleció el 25 de noviembre de 1565. Teresa y Alonso Francisco fueron enterrados en la Capilla Mayor del Convento Colegio Regina Angelorum de Sevilla.

## Descendencia
De su matrimonio nacieron: 
- Manuel de Zúñiga y Sotomayor, III marqués de Gibraleón en vida de su madre, murió en vida de sus padres, soltero y sin descendencia.
- Alonso de Zúñiga y Sotomayor, IV marqués de Gibraleón en sucesión a su hermano, V conde de Belalcázar, VI vizconde de la Puebla de Alcocer y VII señor de las cinco villas de la Puebla e Errera en sucesión a su padre, murió en vida de su madre, casado con Francisca Fernández de Córdoba y Fernández de Córdoba, IV duquesa de Sessa y II duquesa de Baena, VI condessa de Cabra, sin descendencia.
- Francisco de Zúñiga y Sotomayor, IV duque de Béjar, casado con Guiomar de Mendoza y Aragón, casado con Brianda Sarmiento de la Cerda
- Antonio de Zúñiga Guzmán y Sotomayor, III marqués de Ayamonte, casado con Ana Fernández de Córdoba (y Fernández de Córdoba) o Ana Pacheco de Córdoba y la Cerda
- Manrique de Zúñiga
- Álvaro Manrique de Zúñiga y Guzmán, I marqués de Villamanrique, casado con Blanca de Velasco y Enríquez de Almansa
- Pedro de Zúñiga, casado con Leonor de Recalde, señora de Recalde
- Diego López de Zúñiga
- Leonor Manrique de Zúñiga y Sotomayor, casada con Juan Claros de Guzmán, VII conde de Niebla